# Rossville (Indiana)
Rossville es un pueblo ubicado en el condado de Clinton en el estado estadounidense de Indiana. En el Censo de 2010 tenía una población de 1653 habitantes y una densidad poblacional de 1.215,67 personas por km².

## Geografía
Rossville se encuentra ubicado en las coordenadas 40°25′12″N 86°35′44″O / 40.42000, -86.59556. Según la Oficina del Censo de los Estados Unidos, Rossville tiene una superficie total de 1.36 km², de la cual 1.36 km² corresponden a tierra firme y (0%) 0 km² es agua.

## Demografía
Según el censo de 2010, había 1653 personas residiendo en Rossville. La densidad de población era de 1.215,67 hab./km². De los 1653 habitantes, Rossville estaba compuesto por el 97.52% blancos, el 0.36% eran afroamericanos, el 0.18% eran amerindios, el 0.48% eran asiáticos, el 0% eran isleños del Pacífico, el 0.6% eran de otras razas y el 0.85% pertenecían a dos o más razas. Del total de la población el 0.79% eran hispanos o latinos de cualquier raza.